# Revista Colombiana de Estadística
La Revista Colombiana de Estadística es una revista especializada en estadística, revisada por pares y publicada por la Universidad Nacional de Colombia en Bogotá. Su objetivo es difundir conocimientos, resultados, aplicaciones y la historia de la estadística. La Revista contempla también la publicación de trabajos sobre la enseñanza de la estadística.

## Historia
La Revista Colombiana de Estadística fue primero publicada en 1968 por el profesor Luis Thorin y bajo la dirección de los profesores Germán Ardila y César García Triana. Sin embargo, la Revista dejó de ser publicada de 1969 a 1979. En 1979, Luis Thorin decide relanzar la Revista y desde 1981 su publicación ha sido continua y semestral. Durante los primeros años la Revista solo publicaba artículos en español, pero desde 1985 comenzó a publicar artículos en otros idiomas. A partir de 2011, la revista solo publica artículos en idioma inglés. Su último factor de impacto (2014) fue de 0.179.

## Publicación
La Revista Colombiana de Estadística se encuentra indexada en Scopus,  Web of Science (WoS), SciELO Colombia, Current Index to Statistics, Mathematical Reviews (MathSci), Zentralblatt Für Mathematik, Redalyc, Latindex, Publindex (categoría A1). Es una revista semestral, publicada dos veces al año. Sin embargo, en 2011 y 2012 se publicaron tres números incluido el número especial en Aplicaciones de la Estadística en la Industria (2011) y el número especial en Bioestadística (2012). Para 2014, se publicó el número especial en "Current Topics in Statistical Graphics". La Revista Colombiana de Estadística se encuentra categorizada en la categoría A1 actualmente en Publindex (Índice Bibliográfico Nacional de Colombia) que clasifica a las revistas en 4 categorías (A1,A2,B,C) de acuerdo a criterios editoriales definidos y siendo A1 la máxima categoría para aquellas revistas de mejor calidad.